# Donaustadt
Donaustadt ([ˈdoːnaʊ̯ˌʃtat]ⓘ) – dzielnica (niem. Bezirk) Wiednia na lewym brzegu (północno-wschodnim) Dunaju, naprzeciwko Leopoldstadt. W numeracji dzielnic miasta nosi numer 22. Największa dzielnica Wiednia, obejmuje prawie 1/4 powierzchni miasta. Graniczy z 2. dzielnicą Leopoldstadt, z którym łączy ją sześciopasmowy most – Reichsbrücke, oddany do użytku (w obecnej konstrukcji) w 1980 roku, z 11. dzielnicą, Simmering, z 21. dzielnicą Floridsdorfem, oraz z Dolną Austrią.
Donaustadt obejmuje m.in. Donauinsel – wyspę pomiędzy zakolem Starego Dunaju a kanałem wzdłuż głównego nurtu rzeki. Częścią Donaustadt jest także Donau City, w której znajdują się liczne budowane od lat 60. XX wieku kilkudziesięciopiętrowe wieżowce, wśród nich Ares Tower, Strabag Haus, Andromeda-Tower, Tech Gate Vienna, Austria Center Vienna, UNO-City, Hochhaus Neue Donau, Mischek Tower, Saturn Tower.

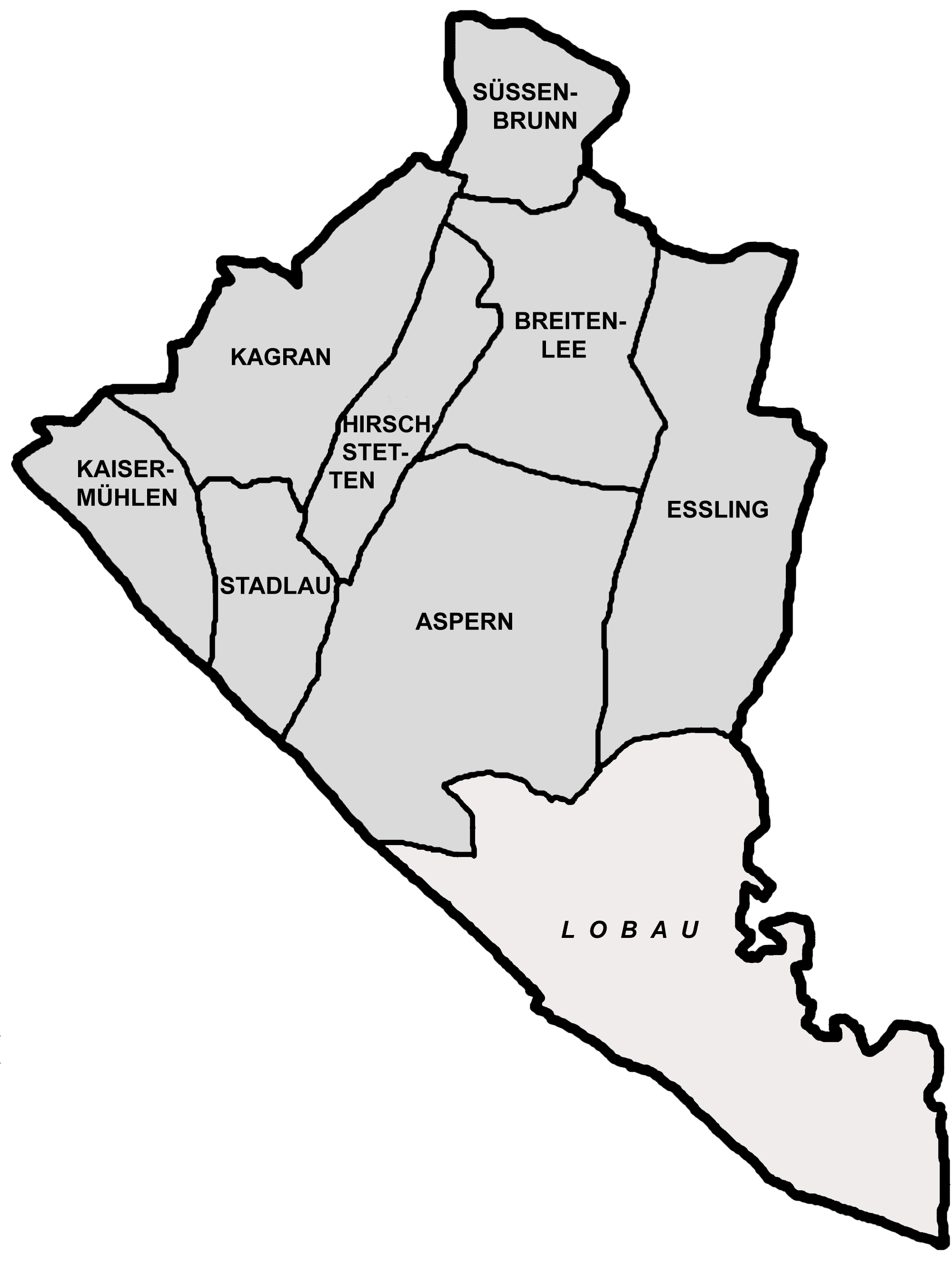
Części Donaustadt, na południu Lobau

Na terenie Donaustadt znajduje się także Seestadt Aspern, największy projekt urbanistyczny w Europie w drugiej dekadzie XXI wieku. W jego ramach w 2028 roku ma zostać ukończone osiedle, które będzie zamieszkiwane przez 20 tys. osób i miało 20 tys. miejsc pracy.

## Części dzielnicy
Dzielnica Donaustadt podzielona jest administracyjnie na 8 obszarów:
- Aspern
- Breitenlee
- Hirschstetten
- Essling
- Kagran
- Kaisermühlen
- Stadlau
- Süßenbrunn

W Donaustadt znajduje się również dziewiąta część tzw. Donau City (oficjalna nazwa Kaisermühlen).

## Atrakcje turystyczne
- UNO-City (kompleks budynków należących do Organizacji Narodów Zjednoczonych w Wiedniu) oraz pawilon wystawowy Austria Center Vienna
- Danube Park – park przy UNO-City, w którym znajduje się m.in. Donauturm (Wieża Donau). W wieży jest winda, którą można wyjechać na górny poziom skąd roztacza się widok na miasto.
- Donauzentrum – największe centrum handlowe Wiednia
- Donauinsel – tereny rekreacyjne
- Blumengärten Hirschstetten – ogród botaniczny w Hirschstetten. W okresie adwentu w szklarniach organizowane są wystawy kwiatowe i koncerty.
- Badeteich Hirschstetten – jezioro i tereny rekreacyjne

## Literatura
- Liselotte Hansen-Schmidt: Donaustadt. Stadt am anderen Ufer. Mohl, Wien 1992
- Edith Müllbauer: XXII. Donaustadt. Jugend & Volk, Wien 1985 (Wiener Bezirkskulturführer)
- Helfried Seeman (Hrsg.): Donaustadt 1860 - 1960 (Kagran, Hirschstetten, Stadlau, Aspern, Eßling, Breitenlee, Süßenbrunn, Kaisermühlen, Lobau) Verlag für Photographie, Wien 1996
- Birgit Trinker, Michael Strand: Wiener Bezirkshandbücher. 22. Bezirk - Donaustadt. Pichler Verlag, Wien 2001, ISBN 3-85431-231-8